# Barber
|  | Per a altres significats, vegeu «Barber (desambiguació)». |

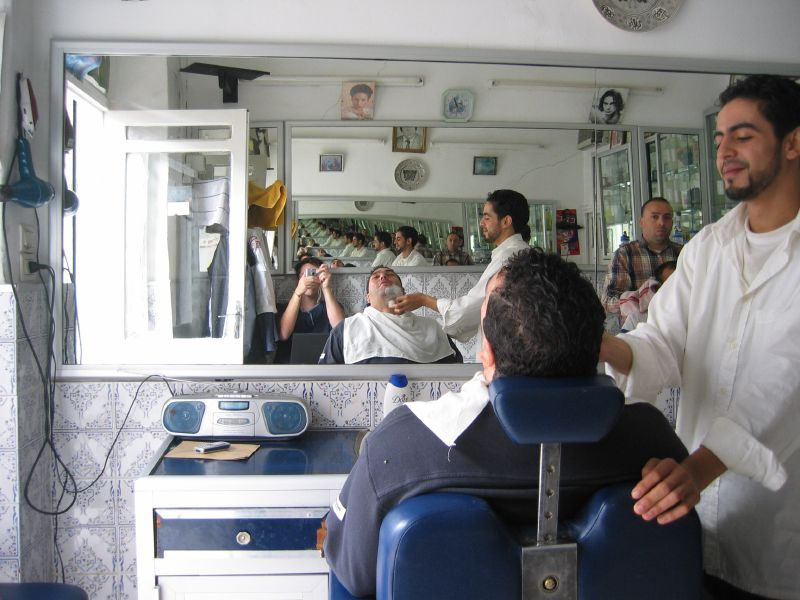
Barber treballant

El barber és un professional que afaita la barba dels homes i talla els cabells. Antigament, però, també feia petites operacions de cirurgia menor. Entre les funcions d'un barber figuren tallar els cabells, tallar les garrofes, i rasurar el clatell. El pèl llarg generalment es talla amb unes tisores amb l'ajut d'una pinta, mentre que el pèl curt és perfilat o rasurat amb una fulla esmolada (muntada o bé en navalla o bé en maquineta d'afaitar). Si s'escau, també afaiten la barba dels homes (o el bigoti) amb una fulla esmolada, rasurant la barba per complet o simplement perfilant-la. Per a facilitar el lliscament de la fulla la barba és prèviament lubricada amb sabó, crema o gel d'afaitar. Després apliquen locions postafaitada per a hidratar la pell de la cara i tancar els porus.
Escanyabarbes, gratabarba o esquilaire és el sobrenom humorístic del barber. Les escales són cadascuna de les osques o endinsades que es fan en els cabells de les persones, quan el qui els talla no maneja bé les tisores («No vull que em talli els cabells l'aprenent, perquè em faria escales»).
Com totes les perruqueries, són elements omnipresents el mirall per validar la feina del barber, i el xampú per rentar el cabell. De la mateixa manera, s'apliquen colònies per a perfumar-lo, i a vegades s'utilitzen fixadors (com la laca) per tal de mantenir-lo en una forma determinada. Com a botiga que és també té la funció de vendre regeneradors capil·lars, xampús, tints i altres productes d'higiene o bellesa.
El barber de Sevilla és de les òperes més conegudes de Gioacchino Rossini. El barber Fígaro hi és un dels personatges protagonistes de la història.

## Època clàssica

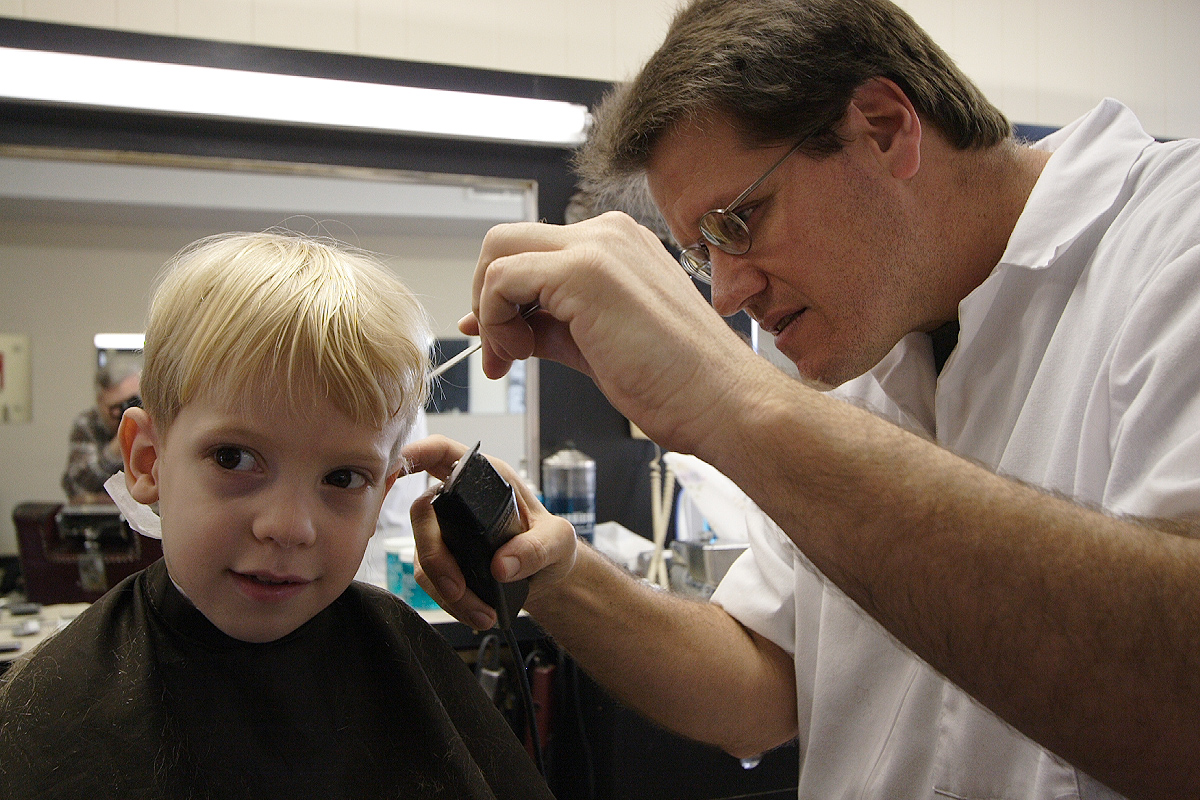
Barber tallant els cabells a un nen

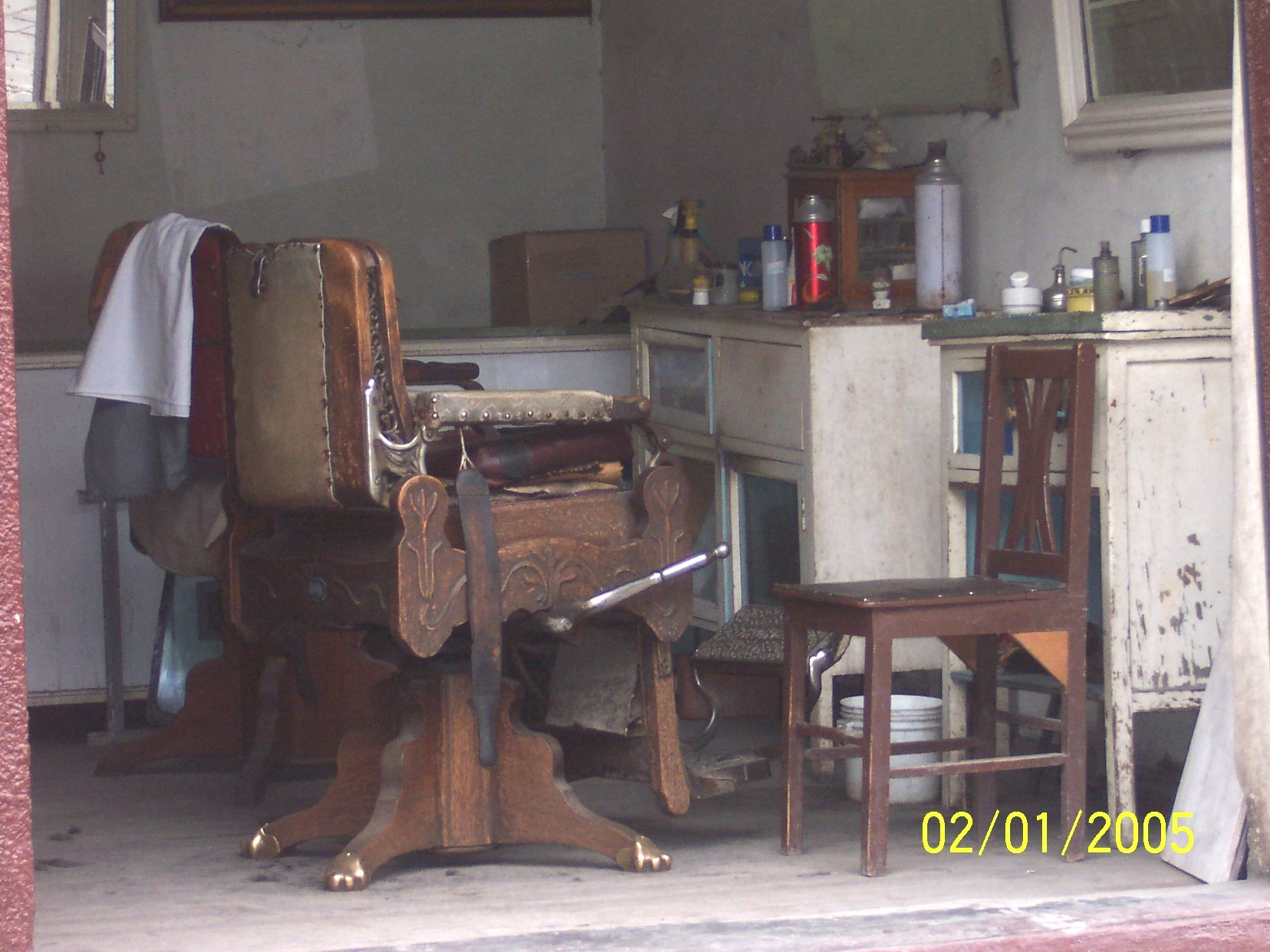
Barberia tradicional

L'ofici existia a la Grècia i la Roma clàssiques. Les classes més modestes havien de recórrer als establiments especialitats. En canvi, les famílies més riques solien tenir al seu servei algun hàbil esclau i els utensilis necessaris. Aquests incloïen les navalles d'afaitar, les tisores i les pintes. Ja en aquesta època es practicava el costum d'aclarir i eixugar el mentó amb una mena de tovalló fet d'algun material bast (que es desconeix) que es col·locava sobre les espatlles dels clients. A més a més ja arrancaven els pèls grisos o directament els tenyien amb tints naturals. També tenien una tasca que amb els segles van perdre: el tall i perfilament de les ungles de les mans amb una eina amb un disseny molt particular. De fet, ens ha arribat un poema sobre el barber Eugates que enumera còmicament tots els estris necessaris a les funcions del barber i la cura de tocador.
Al món hel·lènic era corrent portar els cabells curts i la barba rasa, una moda que havien importat d'Egipte en temps d'Alexandre. Sembla que el primer tonsor de cabells que va establir-se a Roma fou un tal P. Ticinio Menas, que vers el segle iii aC o segle ii aC va traslladar-s'hi des de Sicília. La moda es va propagar entre la societat romana ràpidament: per exemple Escipió, el segon Africà, s'afaitava cada dia. Els esquiladors van començar per exercir la professió a l'aire lliure, tot i que amb el temps aquest costum fou propi només dels esquiladors de la plebs i els esclaus. Les botigues dels barbers s'assenyalaven amb navalles, ja utilitzaven miralls, i van esdevenir llocs de reunió social a on es propagaven els rumors locals.

## Antic règim

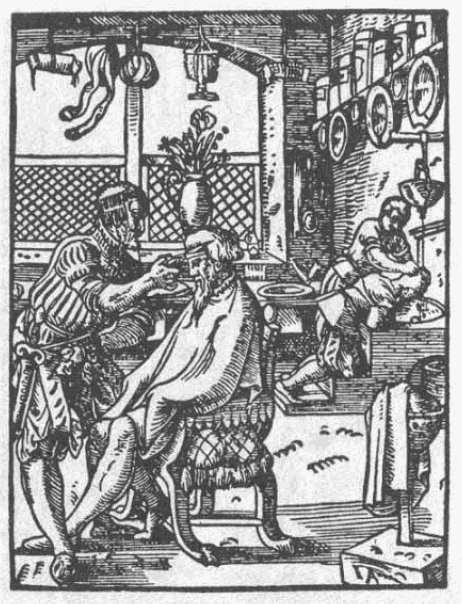
Barber al

A l'edat mitjana, a més del seu negoci capil·lar, els barbers estengueren les seves funcions a petites operacions de cirurgia menor, com ara les sagnies (practicades amb sangoneres vives), les extraccions dentals, fer esclatar furóncols, embenar úlceres... Tant era així que, als Països Catalans i a la península Ibèrica en general, els barbers i els cirurgians professionals pertanyien junts a la mateixa confraria o col·legi, la qual tenia dos patrons: sant Cosme i sant Damià, i, per tant, tots dos eren classificats com a artistes o menestrals. Els seus establiments eren un punt de socialització entre la classe mitjana que podia permetre's l'afaitat, però, justament, aquesta no fou la causa per la qual alguns van començar a ser famosos, sinó els tractaments i pentinats dels cabells i les modes relacionades.
A Barcelona està documentada la seva confraria el 1408. El 1514, es va reduir la formació dels aprenents de barber, que va passar de cinc a només quatre anys. Més endavant, quan els cirurgians van passar a ser titulats amb estudis universitaris, vers el segle xviii, es va començar a qüestionar la presència dels barbers a la seva confraria. No obstant això, durant l'edat moderna les extravagàncies dels pentinats, sobretot entre les modes femenines, i amb la invenció de nous productes com les pols blanques i les perruques, va permetre que a les principals ciutats aparegués l'especialització dels perruquers, encarregats d'aixecar autèntiques estructures capil·lars.
A Mallorca, el col·legi dels barbers i els cirurgians es formà al segle xv, i les primeres ordinacions conegudes daten de 1489. Per entrar al col·legi, calien cinc anys d'aprenentatge i superar un examen; els cirurgians havien d'haver cursat tota la gramàtica i havien de saber fisiologia, patologia i anatomia. El 1780, es fundaria una Escola de Cirurgia, que funcionà a l'Hospital General. No obstant això, els que no havien cursat els estudis de cirurgia, podien entrar al col·legi, però només eren autoritzats a practicar cirurgia menor. El col·legi tenia dos patrons: d'una banda, els sants metges Cosme i Damià (27 de setembre), i, per altra, el Sant Crist de Berit o la Passio Imaginis. Les festes se celebraven a l'església de la Mercè, on també tenien lloc les juntes del col·legi. El seu escut era un estoig de cirurgià.
Al segle xix l'ofici estava bastant generalitzat: totes les ciutats provincials tenien barberies, i continuaven sent un lloc de trobada a on relacionar-se, fins al punt que eren habituals les converses sobre la política local. Pel que fa a les principals ciutats, ja hi havia els "salons de perruqueria" més especialitzats que oferien totes les varietats de moda. Com que es posava en qüestió que practiquessin cirurgies menors, vers el 1800 els barbers van començar a ser exclosos de les confraries de cirurgians; aleshores van intentar organitzar-se a banda, però les noves entitats duraren només fins al 1836. De fet l'any 1860 l'estat espanyol va prohibir en una reial ordre definitiva que els barbers practiquessin cirurgies de cap tipus.